# IOA (Csillagkapu)
Az IOA (International Oversight Advisory) a kitalált Csillagkapu Program Nemzetközi Felügyelete szervezet angol neve a Csillagkapu sorozatban. Azután hozták létre, hogy az Egyesült Államok és Oroszország felfedte a Csillagkapu program kilétét az Egyesült Nemzetek Biztonsági Tanácsa tagjai részére a 6. évad Beismerés című részében.
A szervezet irányítást gyakorol és anyagilag támogatja az Atlantiszi expedíciót is, illetve felügyel minden olyan küldetést, ami Atlantisszal vagy a Földi hadihajókkal kapcsolatos. Bár nincs közvetlen irányítása a Csillagkapu Parancsnokság fölött, a további anyagi támogatásért  cserében egy képviselőt küld hozzájuk a Szoros kötelékek című epizódban. A sorozat írói eredetileg is akartak egy állandóan jelenlévő besúgó karaktert a CSK-1-be, talán Richard Woolsey személyében, de a 9. évadban annyi újonnan feltűnt szereplő volt, hogy elvetették az ötletet. Richard Woolsey mellett további két amerikai küldött is szerepelt a sorozatban, James Marrick a Csillagkapu: Az igazság ládája című filmben és Coolidge a Csillagkapu: Atlantisz Az állomás című epizódjában. Más nemzetek küldötteiként a 9. évadban megjelent még: Russel Chapman (Egyesült Királyság), Jean Lapierre (Franciaország), Chen Xiaoyi (Kína) és Chekov ezredes (Oroszország). Amikor ezek a küldöttek áttekintették a Csillagkapu Parancsnokság és Atlantisz küldetéseit, mind a Parancsnokság, mind az Atlantiszi expedíció tagjai meglehetősen rossz véleménnyel voltak a szervezetről.  Dr. Elizabeth Weir szerint az, hogy a Nemzetközi Felügyeleti szervezet képtelen végső döntések meghozatalára, csak egy stratégiai manőver a felelősségvállalás elkerülésére. Ezért is van szükségük bűnbakra (mint maga Weir is), ha a dolgok rosszul sülnének el.

## Külső hivatkozások
- Az IOA a Stargate Wiki-n